# Danh sách tiểu hành tinh: 14301–14400
| Tên                   | Tên đầu tiên | Ngày phát hiện       | Nơi phát hiện           | Người phát hiện                                        |
| --------------------- | ------------ | -------------------- | ----------------------- | ------------------------------------------------------ |
| 14301 -               | 5205 T-2     | 25 tháng 9 năm 1973  | Palomar                 | C. J. van Houten, I. van Houten-Groeneveld, T. Gehrels |
| 14302 -               | 5482 T-2     | 30 tháng 9 năm 1973  | Palomar                 | C. J. van Houten, I. van Houten-Groeneveld, T. Gehrels |
| 14303 -               | 1144 T-3     | 17 tháng 10 năm 1977 | Palomar                 | C. J. van Houten, I. van Houten-Groeneveld, T. Gehrels |
| 14304 -               | 3417 T-3     | 16 tháng 10 năm 1977 | Palomar                 | C. J. van Houten, I. van Houten-Groeneveld, T. Gehrels |
| 14305 -               | 3437 T-3     | 16 tháng 10 năm 1977 | Palomar                 | C. J. van Houten, I. van Houten-Groeneveld, T. Gehrels |
| 14306 -               | 4327 T-3     | 16 tháng 10 năm 1977 | Palomar                 | C. J. van Houten, I. van Houten-Groeneveld, T. Gehrels |
| 14307 -               | 4336 T-3     | 16 tháng 10 năm 1977 | Palomar                 | C. J. van Houten, I. van Houten-Groeneveld, T. Gehrels |
| 14308 -               | 5193 T-3     | 16 tháng 10 năm 1977 | Palomar                 | C. J. van Houten, I. van Houten-Groeneveld, T. Gehrels |
| 14309 Defoy           | A908 SA      | 22 tháng 9 năm 1908  | Vienna                  | J. Palisa                                              |
| 14310 Shuttleworth    | 1966 PP      | 7 tháng 8 năm 1966   | Bloemfontein            | Boyden Observatory                                     |
| 14311 -               | 1971 UK1     | 16 tháng 10 năm 1971 | Hamburg-Bergedorf       | L. Kohoutek                                            |
| 14312 Polytech        | 1976 UN2     | 16 tháng 10 năm 1976 | Nauchnij                | T. M. Smirnova                                         |
| 14313 Dodaira         | 1976 UZ7     | 22 tháng 10 năm 1976 | Kiso                    | H. Kosai, K. Hurukawa                                  |
| 14314 Tokigawa        | 1977 DQ3     | 18 tháng 2 năm 1977  | Kiso                    | H. Kosai, K. Hurukawa                                  |
| 14315 Ogawamachi      | 1977 EL5     | 12 tháng 3 năm 1977  | Kiso                    | H. Kosai, K. Hurukawa                                  |
| 14316 Higashichichibu | 1977 ES7     | 12 tháng 3 năm 1977  | Kiso                    | H. Kosai, K. Hurukawa                                  |
| 14317 Antonov         | 1978 PC3     | 8 tháng 8 năm 1978   | Nauchnij                | N. S. Chernykh                                         |
| 14318 Buzinov         | 1978 SD3     | 16 tháng 9 năm 1978  | Nauchnij                | L. V. Zhuravleva                                       |
| 14319 -               | 1978 US5     | 27 tháng 10 năm 1978 | Palomar                 | C. M. Olmstead                                         |
| 14320 -               | 1978 UV7     | 27 tháng 10 năm 1978 | Palomar                 | C. M. Olmstead                                         |
| 14321 -               | 1978 VT9     | 7 tháng 11 năm 1978  | Palomar                 | E. F. Helin, S. J. Bus                                 |
| 14322 Shakura         | 1978 YM      | 22 tháng 12 năm 1978 | Nauchnij                | N. S. Chernykh                                         |
| 14323 -               | 1979 MV1     | 25 tháng 6 năm 1979  | Siding Spring           | E. F. Helin, S. J. Bus                                 |
| 14324 -               | 1979 MK6     | 25 tháng 6 năm 1979  | Siding Spring           | E. F. Helin, S. J. Bus                                 |
| 14325 -               | 1979 MM6     | 25 tháng 6 năm 1979  | Siding Spring           | E. F. Helin, S. J. Bus                                 |
| 14326 -               | 1980 BA      | 21 tháng 1 năm 1980  | Harvard Observatory     | Harvard Observatory                                    |
| 14327 Lemke           | 1980 FE2     | 16 tháng 3 năm 1980  | La Silla                | C.-I. Lagerkvist                                       |
| 14328 -               | 1980 VH      | 8 tháng 11 năm 1980  | Anderson Mesa           | E. Bowell                                              |
| 14329 -               | 1981 EY10    | 1 tháng 3 năm 1981   | Siding Spring           | S. J. Bus                                              |
| 14330 -               | 1981 EG21    | 2 tháng 3 năm 1981   | Siding Spring           | S. J. Bus                                              |
| 14331 -               | 1981 EC26    | 2 tháng 3 năm 1981   | Siding Spring           | S. J. Bus                                              |
| 14332 -               | 1981 EX26    | 2 tháng 3 năm 1981   | Siding Spring           | S. J. Bus                                              |
| 14333 -               | 1981 ED34    | 1 tháng 3 năm 1981   | Siding Spring           | S. J. Bus                                              |
| 14334 -               | 1981 EE38    | 1 tháng 3 năm 1981   | Siding Spring           | S. J. Bus                                              |
| 14335 Alexosipov      | 1981 RR3     | 3 tháng 9 năm 1981   | Nauchnij                | N. S. Chernykh                                         |
| 14336 -               | 1981 UU29    | 24 tháng 10 năm 1981 | Palomar                 | S. J. Bus                                              |
| 14337 -               | 1981 WJ9     | 16 tháng 11 năm 1981 | Bickley                 | Perth Observatory                                      |
| 14338 Shibakoukan     | 1982 VP3     | 14 tháng 11 năm 1982 | Kiso                    | H. Kosai, K. Hurukawa                                  |
| 14339 Knorre          | 1983 GU      | 10 tháng 4 năm 1983  | Nauchnij                | L. I. Chernykh                                         |
| 14340 -               | 1983 RQ3     | 2 tháng 9 năm 1983   | La Silla                | H. Debehogne                                           |
| 14341 -               | 1983 RV3     | 4 tháng 9 năm 1983   | La Silla                | H. Debehogne                                           |
| 14342 Iglika          | 1984 SL      | 23 tháng 9 năm 1984  | Smolyan                 | Bulgarian National Observatory                         |
| 14343 -               | 1984 SM5     | 18 tháng 9 năm 1984  | La Silla                | H. Debehogne                                           |
| 14344 -               | 1985 CP2     | 15 tháng 2 năm 1985  | La Silla                | H. Debehogne                                           |
| 14345 -               | 1985 PO      | 14 tháng 8 năm 1985  | Anderson Mesa           | E. Bowell                                              |
| 14346 Zhilyaev        | 1985 QG5     | 23 tháng 8 năm 1985  | Nauchnij                | N. S. Chernykh                                         |
| 14347 -               | 1985 RL4     | 11 tháng 9 năm 1985  | La Silla                | H. Debehogne                                           |
| 14348 -               | 1985 UO3     | 20 tháng 10 năm 1985 | Kvistaberg              | C.-I. Lagerkvist                                       |
| 14349 Nikitamikhalkov | 1985 UQ4     | 22 tháng 10 năm 1985 | Nauchnij                | L. V. Zhuravleva                                       |
| 14350 -               | 1985 VA1     | 1 tháng 11 năm 1985  | La Silla                | R. M. West                                             |
| 14351 -               | 1986 RF3     | 6 tháng 9 năm 1986   | Anderson Mesa           | E. Bowell                                              |
| 14352 -               | 1987 DK6     | 23 tháng 2 năm 1987  | La Silla                | H. Debehogne                                           |
| 14353 -               | 1987 DN6     | 23 tháng 2 năm 1987  | La Silla                | H. Debehogne                                           |
| 14354 Kolesnikov      | 1987 QX7     | 21 tháng 8 năm 1987  | La Silla                | E. W. Elst                                             |
| 14355 -               | 1987 SL5     | 30 tháng 9 năm 1987  | Đài thiên văn Brorfelde | P. Jensen                                              |
| 14356 -               | 1987 SF6     | 21 tháng 9 năm 1987  | Kleť                    | Z. Vávrová                                             |
| 14357 -               | 1987 UR      | 22 tháng 10 năm 1987 | Toyota                  | K. Suzuki, T. Urata                                    |
| 14358 -               | 1988 BY3     | 19 tháng 1 năm 1988  | La Silla                | H. Debehogne                                           |
| 14359 -               | 1988 CU1     | 11 tháng 2 năm 1988  | La Silla                | E. W. Elst                                             |
| 14360 Ipatov          | 1988 CV4     | 13 tháng 2 năm 1988  | La Silla                | E. W. Elst                                             |
| 14361 Boscovich       | 1988 DE      | 17 tháng 2 năm 1988  | Bologna                 | Osservatorio San Vittore                               |
| 14362 -               | 1988 MH      | 16 tháng 6 năm 1988  | Palomar                 | E. F. Helin                                            |
| 14363 -               | 1988 RB2     | 8 tháng 9 năm 1988   | Kleť                    | A. Mrkos                                               |
| 14364 -               | 1988 RM2     | 8 tháng 9 năm 1988   | Đài thiên văn Brorfelde | P. Jensen                                              |
| 14365 Jeanpaul        | 1988 RZ2     | 8 tháng 9 năm 1988   | Tautenburg Observatory  | F. Börngen                                             |
| 14366 Wilhelmraabe    | 1988 RX3     | 8 tháng 9 năm 1988   | Tautenburg Observatory  | F. Börngen                                             |
| 14367 Hippokrates     | 1988 RY3     | 8 tháng 9 năm 1988   | Tautenburg Observatory  | F. Börngen                                             |
| 14368 -               | 1988 TK      | 3 tháng 10 năm 1988  | Kushiro                 | S. Ueda, H. Kaneda                                     |
| 14369 -               | 1988 UV      | 18 tháng 10 năm 1988 | Kushiro                 | S. Ueda, H. Kaneda                                     |
| 14370 -               | 1988 VR2     | 12 tháng 11 năm 1988 | Palomar                 | E. F. Helin                                            |
| 14371 -               | 1988 XX2     | 12 tháng 12 năm 1988 | Đài thiên văn Brorfelde | P. Jensen                                              |
| 14372 Paulgerhardt    | 1989 AD6     | 9 tháng 1 năm 1989   | Tautenburg Observatory  | F. Börngen                                             |
| 14373 -               | 1989 LT      | 3 tháng 6 năm 1989   | Palomar                 | E. F. Helin                                            |
| 14374 -               | 1989 SA      | 21 tháng 9 năm 1989  | Siding Spring           | R. H. McNaught                                         |
| 14375 -               | 1989 SU      | 29 tháng 9 năm 1989  | Kushiro                 | S. Ueda, H. Kaneda                                     |
| 14376 -               | 1989 ST10    | 28 tháng 9 năm 1989  | La Silla                | H. Debehogne                                           |
| 14377 -               | 1989 TX2     | 7 tháng 10 năm 1989  | La Silla                | E. W. Elst                                             |
| 14378 -               | 1989 TA16    | 4 tháng 10 năm 1989  | La Silla                | H. Debehogne                                           |
| 14379 -               | 1989 UM4     | 22 tháng 10 năm 1989 | Kleť                    | A. Mrkos                                               |
| 14380 -               | 1989 UC6     | 30 tháng 10 năm 1989 | Cerro Tololo            | S. J. Bus                                              |
| 14381 -               | 1990 CE      | 1 tháng 2 năm 1990   | Dynic                   | A. Sugie                                               |
| 14382 Woszczyk        | 1990 ES6     | 2 tháng 3 năm 1990   | La Silla                | H. Debehogne                                           |
| 14383 -               | 1990 OY3     | 27 tháng 7 năm 1990  | Palomar                 | H. E. Holt                                             |
| 14384 -               | 1990 OH4     | 24 tháng 7 năm 1990  | Palomar                 | H. E. Holt                                             |
| 14385 -               | 1990 QG1     | 22 tháng 8 năm 1990  | Palomar                 | H. E. Holt                                             |
| 14386 -               | 1990 QN2     | 22 tháng 8 năm 1990  | Palomar                 | H. E. Holt                                             |
| 14387 -               | 1990 QE5     | 25 tháng 8 năm 1990  | Palomar                 | H. E. Holt                                             |
| 14388 -               | 1990 QO5     | 29 tháng 8 năm 1990  | Palomar                 | H. E. Holt                                             |
| 14389 -               | 1990 QR5     | 26 tháng 8 năm 1990  | Palomar                 | H. E. Holt                                             |
| 14390 -               | 1990 QP10    | 26 tháng 8 năm 1990  | Palomar                 | H. E. Holt                                             |
| 14391 -               | 1990 RE2     | 14 tháng 9 năm 1990  | Palomar                 | H. E. Holt                                             |
| 14392 -               | 1990 RS6     | 11 tháng 9 năm 1990  | La Silla                | H. Debehogne                                           |
| 14393 -               | 1990 SX6     | 22 tháng 9 năm 1990  | La Silla                | E. W. Elst                                             |
| 14394 -               | 1990 SP15    | 18 tháng 9 năm 1990  | Palomar                 | H. E. Holt                                             |
| 14395 Tommorgan       | 1990 TN3     | 15 tháng 10 năm 1990 | Palomar                 | E. F. Helin                                            |
| 14396 -               | 1990 UX4     | 16 tháng 10 năm 1990 | La Silla                | E. W. Elst                                             |
| 14397 -               | 1990 VS4     | 15 tháng 11 năm 1990 | La Silla                | E. W. Elst                                             |
| 14398 -               | 1990 VT6     | 14 tháng 11 năm 1990 | La Silla                | E. W. Elst                                             |
| 14399 -               | 1990 WN4     | 16 tháng 11 năm 1990 | La Silla                | E. W. Elst                                             |
| 14400 Baudot          | 1990 WO4     | 16 tháng 11 năm 1990 | La Silla                | E. W. Elst                                             |